# Severino Poletto
Severino Poletto (Salgareda, 18 de marzo de 1933-Testona, 17 de diciembre de 2022) fue un cardenal y arzobispo católico Italiano.

## Biografía

### Primeros años
Severino nació el 18 de marzo de 1933, en el municipio italiano de Salgareda, siendo el menor de 11 hijos, 9 de los cuales sobrevivieron a la infancia. Fue bautizado el 29 de ese mismo mes, en la parroquia de S. Michele Arcangelo y confirmado allí el 17 de noviembre de 1940, por el obispo Antonio Mantiero.
Creció en San Nicolò, una aldea del municipio de Ponte di Piave. En 1952, la familia emigró a Piamonte en busca de trabajo.

### Formación
Tras comenzar sus estudios de Filosofía y Teología en el Seminario de Treviso, se trasladó al Seminario Mayor de Casale Monferrato en 1953 -año en que murió su padre-.
En 1977, obtuvo la licenciatura en Teología moral summa cum laude de la Academia Pontificia Alfonsiana.

### Sacerdocio
Su ordenación sacerdotal fue el 29 de junio de 1957, a manos del obispo Giuseppe Angrisani. En ese mismo año, perdió a su madre en un accidente automovilístico.
Fue entonces prefecto disciplinario del seminario de Casale y director de la obra diocesana de vocaciones. Trabajó como coadjutor en Montemagno y prefecto disciplinario del seminario de su diócesis natal, hasta 1965. 
Tras desempeñarse como vicario parroquial, fue nombrado párroco en Casale Monferrato, donde ejerció su ministerio de 1965 hasta 1980. Durante este tiempo adquirió experiencia como sacerdote obrero, trabajando a tiempo parcial en una fábrica durante un período prolongado. En 1973, fundó el Centro Diocesano de Pastoral Familiar.[cita requerida]
En otoño de 1977, fue nombrado delegado episcopal para la pastoral.

## Episcopado
El 3 de abril de 1980, el papa Juan Pablo II lo nombró obispo coadjutor de Fossano. Fue consagrado el 17 de mayo siguiente, en la Catedral de Casale Monferrato, a manos del cardenal Anastasio Ballestrero. El 22 de junio, tomó posesión de su oficio.
El 29 de octubre del mismo año, aceptada la renuncia del arzobispo ad personam Giovanni Francesco Dadone, pasó automáticamente a ser obispo de Fossano.
El 16 de marzo de 1989, fue trasladado a la diócesis de Asti, donde tomó posesión de la diócesis, el 11 de junio siguiente.
El 19 de junio de 1999, fue nombrado arzobispo de Turín. Tomó posesión de su sede el 5 de septiembre, mientras que desde el 22 de septiembre también fue custodio papal de la Sábana Santa.
Fue secretario de la Conferencia Episcopal de Piamonte durante diez años. En la Conferencia Episcopal Italiana fue miembro del Consejo Permanente y, desde 1985, ha sido miembro de la Comisión de la Familia, de la cual también ha sido Presidente.
El 10 de marzo de 2008, poco antes de cumplir 75 años, envió una carta de renuncia al papa Benedicto XVI, como exige el derecho canónico. El 19 de marzo recibió una comunicación del nuncio apostólico, a nombre del pontífice, con la que prorrogaba su cargo de arzobispo de Turín por dos años.
El 11 de octubre de 2010, el papa Benedicto XVI aceptó su renuncia al gobierno pastoral de la arquidiócesis. Permaneció administrador apostólico de la archidiócesis hasta la entrada de su sucesor, que tuvo lugar el 21 de noviembre siguiente.

### Cardenalato
Tras el consistorio celebrado el día 21 de febrero del año 2001 fue creado de Cardenal presbítero pro hac vice de San José en Via Trionfale por el papa Juan Pablo II. Tras el fallecimiento del papa Juan Pablo II, Severino Poletto, fue uno de los 117 cardenales electores en el Cónclave de 2005, donde fue elegido como nuevo papa el cardenal Joseph Ratzinger (Benedicto XVI).
Como cardenal fue miembro de la Curia Romana, entrando en la Sagrada Congregación para el Clero, en la Prefectura para los asuntos económicos de la Santa Sede y la Pontificia Comisión para los Bienes Culturales de la Iglesia.
Tras la Renuncia del papa Benedicto XVI al pontificado de la Iglesia católica el 28 de febrero de 2013, Severino Poletto fue uno de los cardenales electores en el Cónclave de 2013, que eligió al nuevo sumo pontífice, Francisco.

## Últimos años
Como arzobispo emérito se retiró a Testona, aldea de Moncalieri, en una casa donada a la Curia romana por la empresa que construyó los garajes bajo los jardines de la Iglesia de la Santa Faz.

### Fallecimientos
Falleció el 17 de diciembre de 2022, a la edad de 89 años, en Testona. Tras el solemne funeral concelebrado cinco días después por sus sucesores, los arzobispos Cesare Nosiglia y Roberto Repole en la catedral de Turín, siendo enterrado según sus deseos en el Santuario de la Consolata.